# 佐原詩音
佐原 詩音（さはら しおん、1981年7月10日 - ）は、日本の現代音楽、クラシック音楽、ポピュラー音楽の作曲家。大阪府生まれ、石川県金沢市育ち。

## 略歴
関西学院大学社会学部社会福祉学科卒業後、商社や災害復興制度研究所勤務を経て、27歳のとき、東京藝術大学音楽学部作曲科に再進学。作曲を澤内崇、石原真、夏田昌和、安良岡章夫、福士則夫、鈴木純明に師事。ピアノを谷合千文に師事。
2014年、オーケストラ・アンサンブル・フリーEASTの委嘱により「瑠璃の森に花は舞い降る
」が初演される。同年から「雪国の作曲家たちによる新曲作品展」というコンサートシリーズをvol.4まで開催。2018年に作曲個展vol.1を開催。2018年10月にはフランスとリトアニアにて、Vib奏者・會田瑞樹の演奏により、ソロ作品≪玉蟲の翅、その結び≫と、ヴィブラフォンと弦楽のための≪The Snow≫が初演された。
2020年12月1日に発足した音楽会などの企画団体コンサートプラン・クセジュ代表。

## 作品
- 2009年 海月ーイロアセル森・Ⅰー和気康之の詩による（Sop.Pf.）
- 2009年 琥珀のときーイロアセル森・Ⅱ－和気康之の詩による（Sop.Pf.）
- 2009年 空ーイロアセル森・Ⅲ－和気康之の詩による（Sop.Pf.）
- 2010年 ルドンの黒（Sop.and Bar.Sax.Pf.)
- 2010年 カトマンズの道ー破戒僧・荼毘・卒塔婆ー（Vc.Pf.）
- 2010年 Greeting! (String Orchestra)
- 2010年 岩盤を穿つ（Ten.Vc.）
- 2011年 Labyrinth（Vn.Vc.Pf.）
- 2011年 Quasar3C273（Ob.Fg.Tp.Perc.Vn.Cb.）
- 2012年 Kathmandu（for Orchestra）
- 2013年 アフロディーテの口づけ（Sop.Bar.Pf.）
- 2013年 Galápagos（Fl.Vc.Pf.）
- 2014年 瑠璃の森に花は舞い降る（for Orchestra）
- 2014年 密林の祀り（Vc.）
- 2014年 数奇にして叫ぶ沈黙（Vn.Vc.）
- 2014年 あるコスモスの果てに…愛～もうひとつのキラキラ星～（Alto Sax.Vn.Vc.Toy Piano.Pf.）
- 2014年 真紅の飛翔（Fl.箏.Pf.）
- 2015年 数の(・・？は∞〜数学が楽しくなる12音〜（Vn.）
- 2015年 Sub-Saharan Africa（Fl.Pf.）
- 2015年 淡く白き香り（Fl.箏.Pf.）
- 2016年 JAGUAR（Fl.Cl.Fg.Va.Pf.）
- 2016年 万華鏡しゃぼん（箏.Pf.）
- 2016年 Spring Of Life－日本の3つの歌による－（編曲作品／箏.Pf.）
- 2017年 富士山クロニクル3776.12（Fl.Cb.Pf.）
- 2017年 玉蟲の翅、その結び（Vib.）
- 2018年 一縷～ICHIRU～（Sop.Vn.箏）
- 2018年 猩々緋（尺八）
- 2018年 Chroma（Alto Sax.pf.）
- 2018年 Éternité －永遠－アルチュール・ランボーの詩による（Sop.Pf.）
- 2018年 オールトの雲（尺八.箏）
- 2018年 木漏れ陽たまゆら（Pf.）
- 2018年 翠雨（Pf.）
- 2018年 Vnソナタ"SETI"（Vn.Pf.）
- 2018年 The Snow（Vibraphone and String Orchestra）
- 2018年 奏楽－詩：谷川俊太郎－（箏）
- 2019年 algorithm（箏.Gunder.Pf.）
- 2019年 AI（Bar.Serpent.）
- 2019年 HumAnoiD（for Septet -Bar.Sax.Tu.Vc.Perc.箏.Pf.）
- 2019年 Petorunkamuy（Vib.）
- 2019年 うさぎとかめ（編曲作品／演劇.Vib.Mar.）
- 2019年 犬のおまわりさん（編曲作品／演劇.Vib.2 Mar.）
- 2019年 ヨビボエンのなつ（絵：きむらめぐみ、作曲：會田瑞樹、文：佐原詩音）
- 2019年 どんぐりと秋の夢（Vib.）
- 2019年 縹渺～HyoByo～（Tp.Vib.）
- 2019年 夢ちろり（箏）
- 2019年 　《Fe》（Vib.Cb.）
- 2020年 Twinkle Twinkle Super Nova（Cl.Vib.）
- 2020年 坂道の彼方へ（2 Vib.）
- 2020年 White Plane in the Sky（2 Vib.）
- 2020年 Cheer Wave!(Vib. Pf.)
- 2020年 われは海の子(編曲作品/Vib.)
- 2020年 この道(編曲作品/Vib.)
- 2020年 黒鳥(Vc.Pf.)
- 2020年 倭国の大祭(Vc.Perc.Pf.)
- 2020年 The Reverse Bach(Vc.)
- 2020年 Chiune(Vib.String Orchestra)
- 2020年 春風走れ！国道134号線の海と富士(Pf.)
- 2020年 湘南Blue Hawaii(Pf.)
- 2020年 落下する秋、静か-茅ヶ崎市美術館-(Pf.)
- 2020年 3つの小さな物語(Sop.Pf.)
- 2020年 音楽絵本「ヨビボエン、インドネシアへいく」(Narr.Gender.Koto.Pf.)
- 2020年 モノオペラ「シュレーディンガーの猫たち」(Sop.Koto.Perc.Cb.Pf.)
- 2020年 黒いサンタクロース〜Knecht Ruprecht〜(Narr.Bass cl.Koto.Perc.Pf.)
- 2021年 この道(編曲作品/Pf.)
- 2021年 だいだらぼっちの夜明け(Narr.Cb.)
- 2021年 Sparkle and Silence(Fl.Vib.Pf.)
- 2021年 Temjin(Morin khuur.)
- 2021年 鳥瞰する秘境〜Pokhara〜(Vn.Koto.)
- 2021年 鳥瞰する秘境〜Pokhara・Larungar・Turpan〜(Hrn.Vn.Vc.Cb.Morin khuur.Koto.)
- 2021年 Noah's Ark(Bar.Cb.)
- 2021年 風の祝(Vib.Perc.)
- 2022年 Thunder bolt-雷小僧奇譚-(Bar Sax.Koto)
- 2022年 透明な空気、不透明の記憶(Shakuhachi,Vn.Vn.Va.Vc.)
- 2022年 コナコナ蝶々(Koto,Piano,and String Orchestra)
- 2022年 Photon-アインシュタインの光量子世界-(Koto,Pf.)
- 2022年 チャイコフスキーの思い出(バレエ音楽編曲メドレー)(Vn.Koto,Pf.)
- 2022年 ぼくとあなた(Ten.Pf.)
- 2022年 この道(編曲)(Sop.Pf.)
- 2022年 Spring of Life(春の唱歌メドレー)(Sop.Pf.)
- 2022年 赤とんぼ(編曲)(Sop.Pf.)
- 2022年 故郷(編曲)(Sop.Pf.)
- 2022年 子どもと大人の10のうた (毎日がハッピーデイ！, おいしいごはん, マッサージのうた, ネコー猫根っこ！, テルマエロマエ, 眠れない夜は, 悲しいことがあれば, 知らない世界に飛び込みたいっ, 動物たちの地球旅行, 宇宙人の友だち for Sop.Ten.Pf.Perc.)
- 2022年5つの日本昔ばなし (夢を買う, 雉も鳴かずば, 耳なし芳一,か ぐや姫, 分福茶釜 for Sop.Ten.Pf.Biwa.Perc.)
- 2022年羊のお母さんと天使たち(Sop.M.Sop.Pf.)
- 2022年ファソラシドの歌(Sop.M.Sop.Ten.Pf.Duo)
- 2022年太陽の軌跡-Trajectory of the Sun-(Euph.Tbn.Tuba)